# Jackson Scholz
Pour les articles homonymes, voir Scholz.

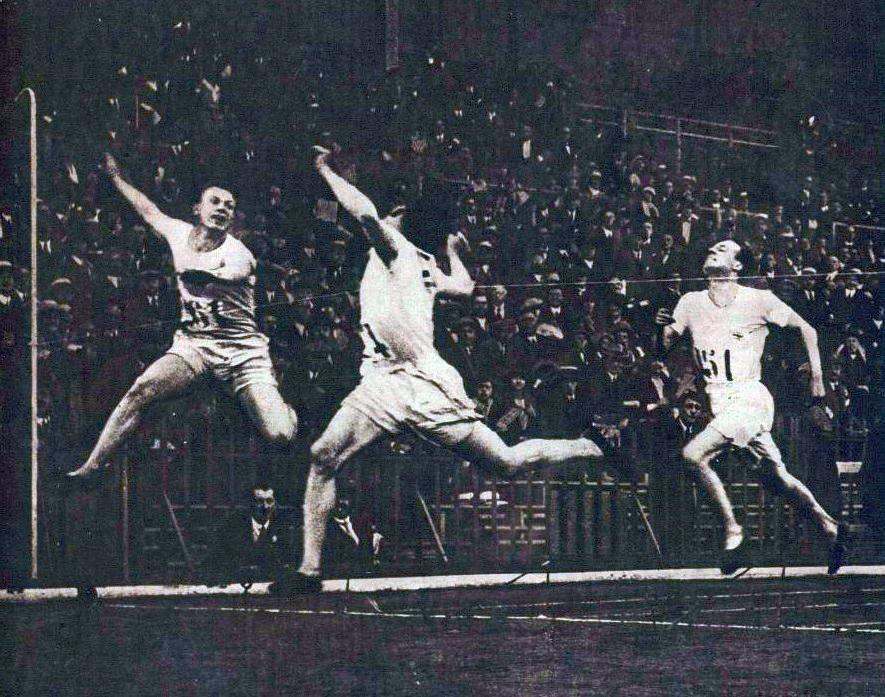
Jackson Scholz (au centre) vainqueur du 200 mètres des JO 1924, devant son compatriote Charles Paddock (à gauche).

Jackson Volney Scholz, né le 15 mars 1897 et mort le 26 octobre 1986, est un ancien athlète américain, champion olympique. Dans les années 1920, il est le premier sprinteur à accéder à trois finales sur trois Jeux différents. Après sa carrière en athlétisme, il est écrivain. 
Né de Susan et Zachary Scholz à Buchanan (Michigan), Jackson Scholz concourt pour l'Université du Missouri-Columbia, puis Newark AC. Alors qu'il a un palmarès brillant aux Jeux olympiques, il ne parvient qu'à remporter un seul titre national AAU en 1925 sur 220 yards (200 mètres).
Il participe aux Jeux olympiques d'été de 1920 à Anvers, où il remporte une médaille d'or avec l'équipe des États-Unis du relais 4 × 100 m en battant de surcroît le record du monde en 42 s 2. Individuellement, il termine à la quatrième place de la finale du 100 mètres. Par la suite, Scholz égale le record du monde sur le 100 m, avec un temps de 10 s 6 à Stockholm, et celui du 220 yards en 20 s 8 en 1925.
Sa participation au 200 mètres des Jeux olympiques de 1924 et sa course sur le 100 mètres où il est défait par l'athlète britannique Harold Abrahams est évoquée dans Les Chariots de feu (1981).
Il remporte le 200 mètres des Jeux olympiques de 1924.
En 1928, il participe au 200 m. Il termine troisième ex æquo avec l'Allemand Helmut Körnig. Les officiels n'arrivant pas à départager les deux hommes proposent une course de départage. Scholz refuse et abandonne la médaille de bronze à son adversaire. Il est classé quatrième.

## Palmarès

### Jeux olympiques
- Jeux olympiques d'été de 1920 à Anvers  Belgique:
  -  Médaille d'or en relais 4 × 100m.
- Jeux olympiques d'été de 1924 à Paris  France
  -  Médaille d'or sur 200m.
  -  Médaille d'argent sur 100m.